# Castello di Santa Croce
Il castello di Santa Croce è una struttura militare in rovina di Cremona.

## Storia

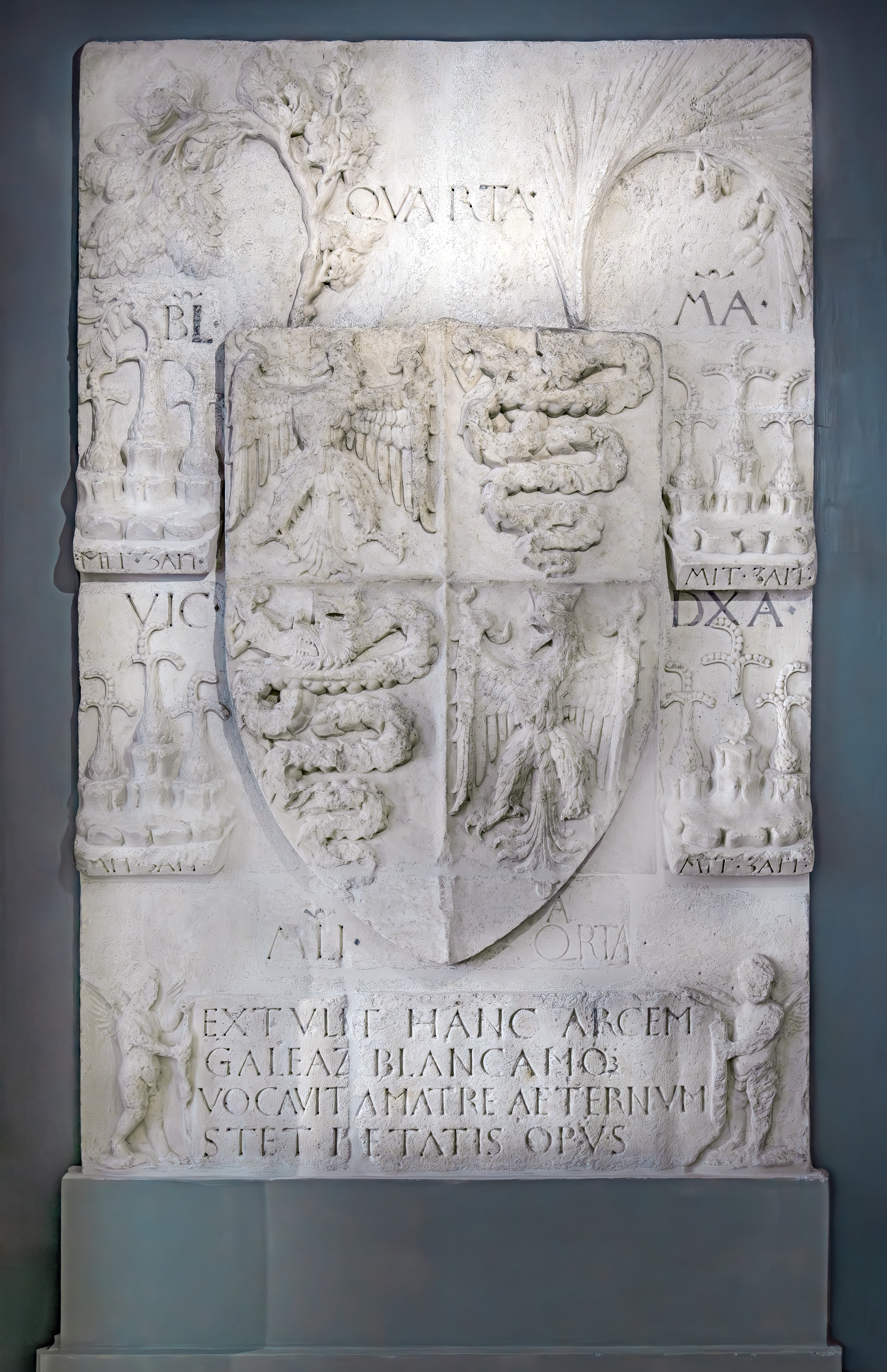
Stemma Visconteo Sforzesco dal Castello di Santa Croce, Cremona - Museo Correr

Il castello venne edificato a partire dal 1370 per volere di Bernabò Visconti. Quando il Visconti conseguì il dominio di Cremona accarezzò subito il disegno di costruirvi una solida rocca. Chiamati a sé il Conte Simone Settala, governatore di Cassano d’Adda, Forlino Magenta dei Rusconi, Vicario di Crema, e Bartolomeo Caimano, Capitano delle Milizie, li consultò sulla località più adatta ed opportuna per iniziare la grande opera. Furono esaminate le adiacenze, e venne scelto l’avvallamento che trovasi a nord-ovest della città, prospiciente la grande ansa del fiume Po, a poche decine di metri dal cavo Baraccona. Luogo ritenuto più adatto per praticarvi le fosse, le palizzate ed i terrapieni. Nell’area sorgeva il Monastero Priorato dei Frati Benedettini della Badia di Nonantola, con relativa chiesa e spedale. Il monastero portava il titolo di S. Croce, che passerà poi al castello. Pochi mesi dopo il Visconti ottenne da papa Urbano V la licenza per poter abbattere il cenobio (la vicenda degli abbattimenti si protrarrà per molto tempo). Accanto al monastero sorgeva la Porta di Santa Croce eretta nel 1209.
Nel 1307 prese il nome di Porta Nuova, quando le mura della vicinia furono riparate per qualche diroccamento. Nelle immediate vicinanze della Porta vi erano due borghi: Santi Simone e Giuda e Spera. Tutti abbattuti per far posto al castello e alla Platea Castri. L’ampliamento della Platea Castri si svolse su un arco temporale molto lungo che comportò tra il 1455 e il 1515, anno delle ultime demolizioni nel borgo di S. Biagio. Per la costruzione della fortezza, il Visconti incaricò il cremonese Raffaello Rebuello, che godeva di fama di valente architetto e ingegnere militare. Vista la vastità dell’opera fu imposto un finanziamento alla società cremonese, clero e nobilita in particolare.
Succeduto a Bernabò, il genero Gian Galeazzo ampliò e rinnovò il castello. Cabrino Fondulo, nuovo dominus di Cremona, vi aggiunse parecchie vie coperte, contrafforti e robuste fortificazioni. Dopo la breve parentesi del Fondulo, che stipulò alcuni atti nei pressi del Giardino ed ospitò illustri del tempo come papa Giovanni XXII e Giorgio di Liechtenstein, vescovo di Trento, il maniero tornò ai Visconti. Al tempo la fortezza possedeva quattro torri angolari. Le riforme più importanti del ‘400 furono concretizzate da Francesco Sforza. Nel 1455 Bartolomeo Gadio fu nominato “commissario supra laboreria castelli”, con Jacopo Cipello quale assistente. L'architetto Giovanni da Lodi, fu il vero progettista e responsabile del cantiere quattrocentesco. Da quell’anno iniziò la costruzione della possente ghirlanda, o barbacane, e dei due rivellini, interno ed esterno: una seconda muraglia difensiva che chiudeva il castello vero e proprio. Il castello in questi anni ospitò illustri personaggi come Bianca Maria Visconti e Ludovico il Moro. A quell’epoca vi erano gli appartamenti finemente decorati dei duchi, tre rigogliosi giardini, e altre amenità che lo facevo somigliare ad una piccola corte.
Dal 26 al 28 febbraio del 1483 in Cremona nel Castello di Santa Croce fu tenuta una Dieta di molte potenze confederate contro la Repubblica veneta. Nel 1503, sotto la dominazione veneziana, furono abbassate le quattro torri e il fossato difensivo. Lo stemma visconteo di Bianca Maria Visconti infisso sulla torre del Rivellino fu sottratto dai veneziani ed ora si trova esposto nel Museo Correr (Venezia).
I francesi nel 1520 costruirono i due torrioni, agli estremi nord (esistente) e sud (abbattuto, probabilmente sito nel giardino della monache Angeliche). Un fulmine caduto nel 1580 fece esplodere la Santa Barbara situata nella torre maestra. Varie opere di riforma furono condotte dal XVI al XVIII secolo, secondo le esigenze dell’arte militare.
Il castello resistette con onore e gloria all’assedio del 1648. La storia del Castello ebbe la sua fine nel 1784 quando l’ordinanza di Giuseppe II, Imperatore d’Austria, pose in vendita la fabbrica e molte fortificazioni della città. Poco dopo fu ceduto al marchese Clemente Magio, che iniziò la demolizione del castello, per ricavarne materiale da costruzione destinato alla vendita, e la chiusura delle fosse. Nel 1800 la rocca era demolita, tranne il barbacane che sopravvisse per parecchi decenni, la torre maestra e il rivellino maggiore in parte smontati.
Nel 1827 le fosse erano definitivamente interrate. Le ultime possenti demolizioni si ebbero a cavallo della seconda guerra mondiale quando fu smantellato il barbacane e lottizzati il Quartiere Castello. Rimane a memoria d'uomo uno dei più belli e magnifici castelli d'Italia solo il Torrione detto del Giardino di via Ghinaglia.